# Stanisław Dunaj
Kazimierz Dratwiński (ur. 8 sierpnia 1901 w Ignatkach, zm. 18 stycznia 1950 w Niewodnicy Koryckiej) – podoficer Wojska Polskiego w II Rzeczypospolitej. Kawaler Orderu Virtuti Militari.

## Życiorys
Urodził się w Ignatkach w rodzinie Antoniego i Teofili z Fiłończuków. Absolwent szkoły ludowej.
W 1918 wstąpił do odrodzonego Wojska Polskiego i skierowany został do 86 Mińskiego pułku strzelców. Walczył na froncie litewsko-białoruskim. Podczas walk o Lidę, pod wsią Kronki na czele plutonu zaatakował kompanię nieprzyjaciela, oskrzydlając jego siły i zmuszając do opuszczenia stanowisk.  Za czyn ten odznaczony został Krzyżem Srebrnym Orderu Virtuti Militari
W czasie walk awansował do stopnia plutonowego. 
Zdemobilizowany w 1923. Od 1925 mieszkał w Niewodnicy Koryckiej, a w 1935 przeprowadził się do Uhowa pracując na kolei w pobliskich Łapach. 
W  1939 wrócił do w Niewodnicy Koryckiej. Tam zmarł i pochowany został na pobliskim cmentarzu w Niewodnicy Kościelnej.

## Życie prywatne
Był żonaty ze Stanisławą Kuźmicką, miał dzieci: Helenę (ur. 1925) i Wandę (1926)

## Ordery i odznaczenia
- Krzyż Srebrny Orderu Virtuti Militari (nr 1955)[1]
- Krzyż Niepodległości - „za pracę w dziele odzyskania niepodległości”[2]
- Krzyż Walecznych[1]